# Belaja
 Der er for få eller ingen kildehenvisninger i denne artikel, hvilket er et problem. Du kan hjælpe ved at angive troværdige kilder til de påstande, som fremføres i artiklen.

Belaja (russisk: Бе́лая; basjkirsk: Ағиҙел, tr. Aghidhel; tatarisk: Агыйдел, tr. Ağidel) er en flod i republikkerne Basjkortostan og Tatarstan i Rusland. Flodens kilder er i den sydvestlige del af Uralbjergene. Belaja er 1.430 km lang. Det tyrkisksprogede navn på floden betyder Den hvide Volga, og det russiske navn simpelthen Den hvide flod.
Blandt byerne ved floden er Beloretsk, Sterlitamak, Ufa (ved sammenløbet med bifloden Ufa) og Birsk. Belaja udmunder i Kama ved Neftekamsk.
Belaja er en af de mest populære rafting-floder i Ural.